# Pseudotegenaria bayeri
Pseudotegenaria bayeri är en spindelart som först beskrevs av Josef Kratochvíl 1934.  Pseudotegenaria bayeri ingår i släktet Pseudotegenaria och familjen trattspindlar. Inga underarter finns listade i Catalogue of Life.